# Papua-Nova Guiné nos Jogos Paralímpicos de Verão de 2012
Papua-Nova Guiné irá participar dos Jogos Paralímpicos de Verão de 2012, que irão acontecer na cidade de Londres, no Reino Unido.

## Desempenho

### Levantamento de peso
Masculino
| Atletas        | Evento | Resultado | Posição |
| -------------- | ------ | --------- | ------- |
| Timothy Harabe | -75 kg | 160,0     | 10º     |